# Krimárvára

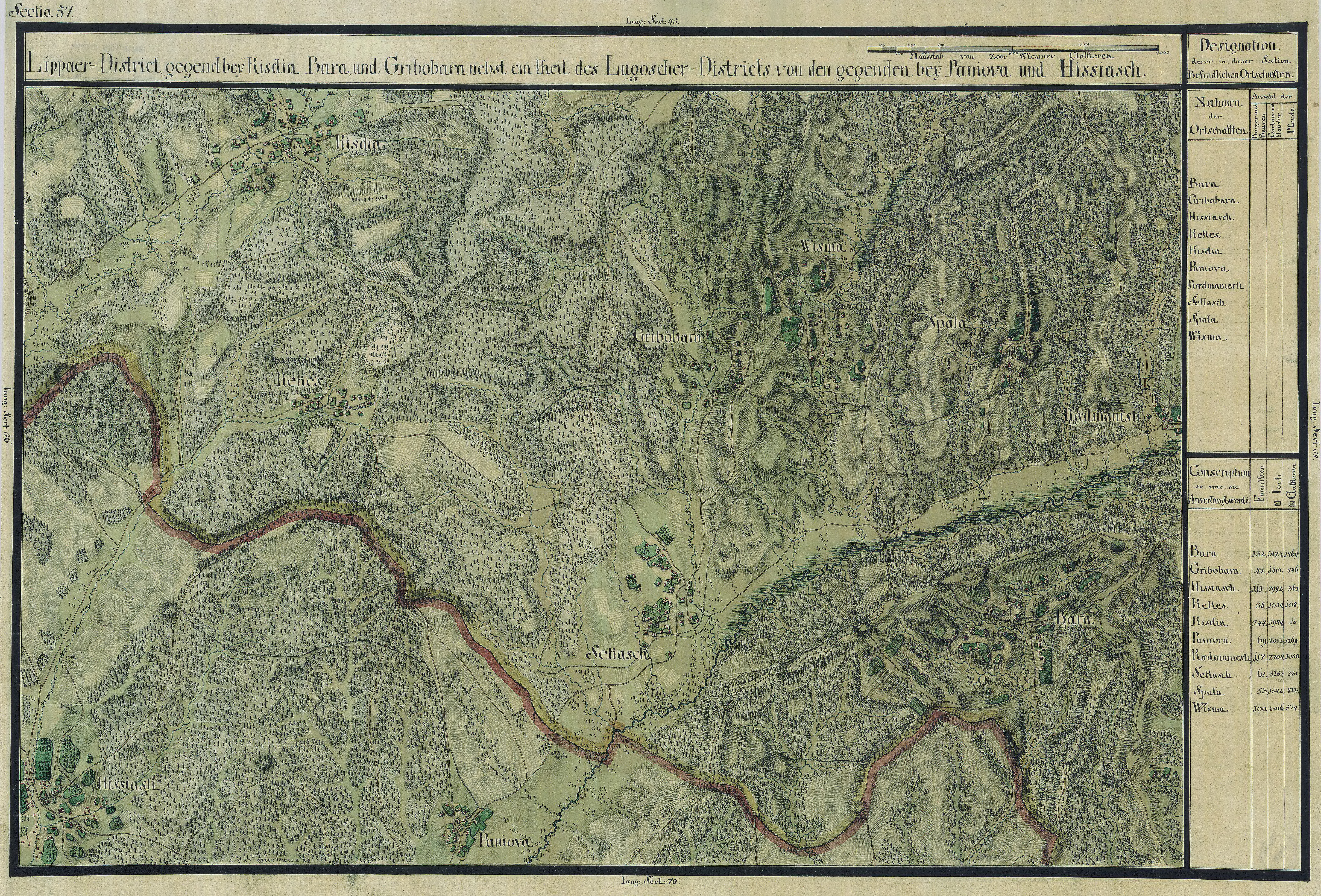
Krimárvára egy régi térképen

Krimárvára (románul: Crivobara) település Romániában, Temes megyében.

## Fekvése
Temesvártól északkeletre, Lugostól északnyugatra, Temesszékás, Lábas és Vizma közt, a Crivobara patak mellett fekvő település.

## Története
Krimárvára nevét 1440-ben említette először oklevél Crivobara néven. 1477-ben Krymarwara' (Krimárvára) néven említették és Solymosvár tartozéka, és Bánffi Miklós és Jakab birtoka volt. Nevének formái a későbbiekben: 1633-ban Krivavara, 1723-1725-ben Krivowara volt. A Mercy-féle térképen Krivowara néven jelölték.
A 19. század elején a Lukács család vette meg a kincstártól és 1838-ig maradt birtokukban. Ekkor Capdebo Jakabé, később Capdebo Mártoné és 1846-ban Capdebo Kristófé lett, aki 1887-ig volt a birtokosa. A Capdebo család kezén maradt egészen 1893-ig, amely időtől Gorcsa János, Klug József és társai birtoka lett.
1910-ben 618 lakosából 597 román, 14 magyar, 6 német volt. Ebből 507 görögkeleti ortodox, 91 görögkatolikus, 16 római katolikus volt.
A trianoni békeszerződés előtt Temes vármegye Lippai járásához tartozott.

## Nevezetességek
- 1794-ben épült fatemplomát az Úr Anyja születésének szentelték; a romániai műemlékek jegyzékében a TM-II-m-B-06215 sorszámon szerepel.[1]
- Görög keleti temploma 1885-ben épült
- Görögkatolikus temploma 1890-ben épült